# 1540
1540(천오백사십)은 1539보다 크고 1541보다 작은 자연수다.

## 수학
- 합성수로, 그 약수는 총 24개다. (1, 2, 4, 5, 7, 10, 11, 14, 20, 22, 28, 35, 44, 55, 70, 77, 110, 140, 154, 220, 308, 385, 770, 1540)
  - 1540의 진약수의 합은 2492이므로, 1540은 과잉수다.
- 55번째 삼각수다. 앞의 삼각수는 1485, 다음은 1596이다.
- 20번째 십각수다. 앞의 십각수는 1387, 다음은 1701이다.
- 20번째 사면체수다. 앞의 사면체수는 1330, 다음은 1771이다.
- {\displaystyle 43^{4}-1}은 1540으로 나누어떨어진다.

## 과학·기술
- NGC 1540(독일어판, 프랑스어판): 에리다누스자리 방향에 있는 나선은하.
- 1540 케볼라(영어판): 소행성.
- 코모도어 1540(영어판): 코모도어 인터내셔널의 가정용 컴퓨터.

## 문화유산
- 대한민국의 보물 제1540호: 청자 표주박모양 주전자

## 기타
- 연도: 1540년, 기원전 1540년
- 1540년대
- 1540 브로드웨이: 미국 뉴욕주 맨해튼에 있는 사무용 건물.

## 같이 보기
- 1000